# Ruszczany
Ruszczany est un village de Pologne, situé dans la gmina de Choroszcz, dans le Powiat de Białystok, dans la voïvodie de Podlachie.

## Démographie
Le 31 mars 2013, le village comptait 147 habitants.

## Source
- (en) Cet article est partiellement ou en totalité issu de l’article de Wikipédia en anglais intitulé « Ruszczany » (voir la liste des auteurs).